# Elodia adiscalis
Elodia adiscalis là một loài ruồi trong họ Tachinidae.